# Брајтон
Брајтон (енгл. Brighton) је град у Уједињеном Краљевству у Енглеској. Налази се на јужној обали Енглеске, јужно од Лондона, и заједно са местом Хоув чини град Брајтон и Хоув. Брајтон је једно од омиљених енглеских летовалишта. Према процени из 2007. у граду је живело 141.268 становника.

## Историја
Од 1823. године када је у Брајтону саграђен Краљевски павиљон – летњиковац, почиње развој града. Пораст броја становника почиње од 1841. године када стиже железница. Брајтон од тада има стални раст становништва који достиже врхунац 1961. године са преко 160.000 становника.
Брајтон је веома популарно туристичко место, са посетом око 8 милиона туриста сваке године. Са својим хотелима, ресторанима, радњама и садржајем за забаву привлачи велики број људи. Брајтон и Хове је такође и образовни центар са два универзитета и 22 школе енглеског језика. Млади из целог света долазе на учење и усавршавање енглеског језика.

## Становништво
Према процени, у граду је 2008. живело 141.268 становника.
| 1981.   | 1991.   | 2001.   |
| ------- | ------- | ------- |
| 134,581 | 124,851 | 134,293 |

## Привреда

### Туризам
Плаже представљају главну атракцију са разноврсним пабовима, баровима, ресторанима, ноћним клубовима и разноврсном забавом пре свега између два мола. Пошто се Брајтон налази на мање од сат времена возом од Лондона постао је веома популарна дестинација за становнике главног града. У источном делу обале налази се једна од највећих марина у Европи.